# Cleora scriptaria
Cleora scriptaria är en fjärilsart som beskrevs av Walker 1860. Cleora scriptaria ingår i släktet Cleora och familjen mätare. Inga underarter finns listade i Catalogue of Life.